# Paula Jardón Giner
Paula Jardón Giner (València) és una arqueòloga valenciana doctora en Geografia i Història per la Universitat de València. És professora en l'Institut Universitari de Creativitat i Innovacions Educatives i del Departament de Didàctica i Organització Escolar de la Facultat de Filosofia i Ciències de l'Educació i Vicedegana de la facultat.
Ha realitzat activitat científica en projectes de la Universitat de València, la Universitat de Lieja, el Reial Institut Belga de Ciències Naturals, el Laboratori del Centre National de la Recherche Scientifique de Carcassona, el laboratori de Prehistòria de la Societé Prehistorique française, la Missió francesa a l'Àsia central, la Universitat de San Luis Potosí (Mèxic) i la Universitat de la Laguna. D'altra banda ha format i assessorat els figurants de la pel·lícula Sa Majesté Minor de Jean-Jacques Annaud, l'acció de la qual se situa al segle XVII aC, i va participar en el projecte Terra amb el grup Gea-Clio vinculat al Programa Experimental de reforma dels ensenyaments previ a la promulgació de la LOGSE, i del Grup de recerca en pedagogies culturals CREARI. Forma part del grup d'innovació Espai Cinema, i és col·laboradora de la Mostra Internacional de Cinema Educatiu de València i comissària a l'Ex-posició Prehistòria i cinema del Museu de Prehistòria de València. És una de les responsables del muntatge de diversos museus: Museu de Prehistòria de València, Arqueològics d'Alacant, Alcoi, Villena, Almassora, Petrer, Gandia, Crevillent, Bicorb i Novelda, realitzant projectes de Parc Arqueològic de les Coves de l'Aranya, a Morella la Vella i Pla de viabilitat de l'Alt Forn del Port de Sagunt i de l'Ecomuseu de Aras de los Olmos i el projecte Reality al Museu Arqueològic Provincial d'Alacant i el Museu de Gènova. Ha publicat diversos llibres i articles d'investigació i de divulgació.

## Publicacions
- Begoña Soler Mayor; Paula Jardón Giner. A la llum de la llar. Edició 3.  València: Diputació de València, 1998, p. 63 (Col·lecció Perfils del passat). ISBN 9788477951339.
- Paula Jardón Giner. Los raspadores en el Paleolítico superior: tipología, tecnología y función en la Cova del Parpalló (Gandía, España) y en la Grotte Gazel (Sallèles-Cabardès, Francia). Edició 97 de Serie de Trabajos Varios.  València: Servei d'Investigació Prehistòrica. Diputació de València, 2000, p. 182. ISBN 9788477952664.
- Paula Jardón Giner; Javier García Raffi; Francesc J. Hernàndez; María Nieves Ledesma Marín; Julio Hurtado; Francesc Jesús Hernàndez i Dobon. Didáctica de la pantalla: per a una pedagogia de la ficció audiovisual : projecte EspaiCinema (en castellà).  València: Germania, 2010, p. 192 (Volum 18 de Colección Polis Paideia). ISBN 9788492587360.